# Personal Video Recorder

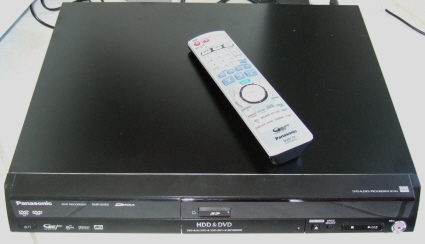
DVR firmy Panasonic

DVR (anglicky Digital Video Recorder) nebo PVR (anglicky Personal Video Recorder) je elektronické zařízení, které je schopné zaznamenávat video v digitálním formátu na pevný disk nebo jiné datové médium. Mezi DVR nebo PVR lze šířeji řadit set-top boxy, přenosné videopřehrávače, digitální videokamery a software pro osobní počítače, které umožňují záznam videa a přehrávání z disku. Některé společnosti vyrábějící spotřební elektroniku nabízejí televizní přijímače se zabudovaným DVR hardwarem a softwarem, první společností, která takový výrobek uvedla na trh, byla v roce 2007 firma LG.